# Weldon (Illinois)
Weldon – wieś w Stanach Zjednoczonych, w stanie Illinois, w hrabstwie DeWitt.